# Патрушево (Новосибирская область)
Патрушево — село в Куйбышевском районе Новосибирской области. Входит в состав Отрадненского сельсовета.

## География
Площадь села — 64 гектара.

## История
Основано в 1835 г. В 1926 году состояло из 173 хозяйств, основное население — русские. Центр Патрушевского сельсовета Барабинского района Барабинского округа Сибирского края.

## Население
| 1926 | 2002 | 2007 | 2010 |
| ---- | ---- | ---- | ---- |
| 920  | ↘161 | ↗162 | ↘84  |

## Инфраструктура
В селе по данным на 2007 год функционируют 1 учреждение здравоохранения и 1 учреждение образования.